# Nils Politt
Nils Politt (ur. 6 marca 1994 w Kolonii) – niemiecki kolarz szosowy.

## Osiągnięcia
Opracowano na podstawie:

2012
- 2. miejsce w mistrzostwach Niemiec juniorów (jazda indywidualna na czas)

2013
- 2. miejsce w mistrzostwach Niemiec U23 (jazda indywidualna na czas)

2014
- 2. miejsce w Eschborn-Frankfurt U23
- 3. miejsce w Tour de Berlin
- 1. miejsce w mistrzostwach Niemiec U23 (jazda indywidualna na czas)

2015
- 3. miejsce w Gandawa-Wevelgem U23
- 2. miejsce w mistrzostwach Niemiec U23 (jazda indywidualna na czas)
- 1. miejsce w mistrzostwach Niemiec U23 (start wspólny)

2016
- 3. miejsce w Driedaagse van West-Vlaanderen
- 3. miejsce w mistrzostwach Niemiec (jazda indywidualna na czas)

2017
- 3. miejsce w mistrzostwach Niemiec (jazda indywidualna na czas)

2018
- 2. miejsce w Deutschland Tour
  - 1. miejsce na 4. etapie
- 3. miejsce w Sparkassen Münsterland Giro

2019
- 2. miejsce w Paryż-Roubaix
- 2. miejsce w mistrzostwach Niemiec (jazda indywidualna na czas)
- 2. miejsce w mistrzostwach świata (mieszana jazda drużynowa na czas)

2021
- 3. miejsce w Étoile de Bessèges
- 1. miejsce na 12. etapie Tour de France
- 1. miejsce w Deutschland Tour
  - 1. miejsce na 3. etapie

2022
- 1. miejsce w Rund um Köln
- 3. miejsce w mistrzostwach Niemiec (jazda indywidualna na czas)
- 1. miejsce w mistrzostwach Niemiec (start wspólny)

## Rankingi
| Rok             | 2014 | 2015 | 2016 | 2017 | 2018 | 2019 | 2020 | 2021 | 2022 | 2023 | 2024 |
| --------------- | ---- | ---- | ---- | ---- | ---- | ---- | ---- | ---- | ---- | ---- | ---- |
| UCI World Tour  |      |      | -    | 217. | 115. |      |      |      |      |      |      |
| World Ranking   |      |      | 292. | 389. | 136. | 40.  | 543. | 83.  | 156. | 156. | 44.  |
| UCI Europe Tour | 256. | 383. | 150. | 361. | 140. | 30.  | 442. | 69.  | 129. | -    | 35.  |
| UCI Asia Tour   | -    | -    | 478. | -    | 508. |      |      |      |      |      |      |
|                 |      |      |      |      |      |      |      |      |      |      |      |
| Źródło: UCI     |      |      |      |      |      |      |      |      |      |      |      |